# Lola Arias

Retrato Lola Arias

Lola Arias (Argentina, 1976) es una escritora, directora de teatro y cine, y artista multidisciplinaria cuyo trabajo reúne a personas de diversos ámbitos (veteranos de guerra, refugiados, trabajadoras sexuales, ex reclusas, entre otros) en proyectos de teatro, cine, literatura, música y artes visuales. Su obra desafía los límites entre realidad y ficción, explorando nuevas formas de narrar la historia y la memoria colectiva.
En 2024, Arias ganó el prestigioso International Ibsen Award.

## Biografía
Lola Arias nació en Buenos Aires en 1976. Para Lola Arias, el arte es visto como «el cruce de muchas artes» (Arias, 2017), así pues, es definida como escritora, actriz, performer, directora teatral y de cine. Su formación en Londres y la influencia del teatro documento alemán es la base de su trabajo actual.
Estudió Letras en la Universidad de Buenos Aires, dramaturgia en la Escuela de Arte Dramático y teatro con Ricardo Bartís y Pompeyo Audivert. Estudió también dramaturgia en Londres (Royal Court Theatre) y en Madrid (Casa de América). Con Ulises Conti compone música para sus obras.
Su obra es amplia y variada, incluyendo literatura, teatro, poesía, música, performances, cine y relatos en revistas y en diarios argentinos. Colabora con artistas de diferentes disciplinas en proyectos de arte, música y cine. Sus proyectos transitan la frontera entre la ficción y lo real. En colaboración con el artista suizo Stefan Kaegi desarrolló proyectos de teatro documental como Chácara Paraíso o Airport kids.
Sus textos fueron traducidos a más de siete idiomas y se presentaron en festivales en todo el mundo, tales como: Steirischer Herbst, Graz; Festival d’Avignon; Theater Spektakel, Zúrich; We are here, Dublin; Spielart Festival, Munich; Alkantara Festival, Lisbon; Radicals Festival, Barcelona: Under the Radar, NY. Y en espacios de arte como: Red Cat LA, Walker Art Centre Minneapolis, Museum of Contemporary Art Chicago.

## Teatro
Entre 2001 y 2007, Lola Arias escribió y dirigió seis obras de ficción: La escuálida familia, Estudios sobre la memoria amorosa, Poses para dormir, y la trilogía compuesta por El amor es un francotirador, Sueño con revólver y Striptease.  A partir de 2007, comenzó a desarrollar teatro documental, colaborando con personas que han atravesado experiencias históricas significativas.
Sus primeras obras en este campo incluyen Mi vida después (CTBA, Buenos Aires, 2009), basada en los relatos de vida de seis intérpretes que reconstruyen las historias de sus padres durante la dictadura argentina, y Familienbande (Münchner Kammerspiele, Múnich, 2009), una exploración de las dinámicas familiares contemporáneas.
That Enemy Within (HAU, Berlín, 2010) involucra a gemelos idénticos en una reflexión sobre la identidad. El año en que nací (Teatro a Mil, Santiago, 2012) reúne testimonios de personas nacidas durante la dictadura de Pinochet. Melancolía y manifestaciones (Wiener Festwochen, Viena, 2012) aborda la depresión de la madre de la autora, mientras que El arte de hacer dinero (Stadttheater Bremen, 2013) explora la compasión y la ficción desde la perspectiva de personas en situación de calle, trabajadoras sexuales y músicos callejeros. El arte de llegar (Stadttheater Bremen, 2015) trata sobre el inicio de una nueva vida en otro país, centrado en la experiencia de niños búlgaros residentes en Alemania.
Campo minado / Minefield (Royal Court Theatre, Londres, 2016) reúne a veteranos británicos y argentinos de la guerra de Malvinas / Falkland. Atlas del comunismo (Maxim-Gorki Theater, Berlín, 2016) entrelaza historias de mujeres de distintas generaciones provenientes de la ex Alemania del Este. What They Want to Hear (Münchner Kammerspiele, Múnich, 2018) reconstruye el caso real de un arqueólogo sirio atrapado durante años en el sistema de asilo alemán. Futureland (Maxim-Gorki Theater, Berlín, 2019) es una obra de ciencia ficción documental protagonizada por menores no acompañados que emigraron a Alemania.
Ich bin nicht tot (Staatstheater Hannover y Theaterformen Festival, 2021) presenta a personas mayores de 65 años reflexionando sobre su papel en la sociedad pandémica.
En 2021, Arias presentó Lengua Madre, una enciclopedia escénica sobre la reproducción en el siglo XXI, creada a partir de diversas historias relacionadas con la maternidad, y representada por distintas comunidades en Bolonia, Madrid y Berlín. En Happy Nights (Theater Bremen, 2023), el público es invitado a entrar en salas inmersivas para interactuar con bailarinas y trabajadoras sexuales, reflexionando sobre nuestras relaciones con el sexo, el dinero, el deseo y el dolor. Su obra más reciente, Los días afuera (2024), continuación del trabajo iniciado con la película Reas, presenta a ex reclusas argentinas, tanto mujeres cis como personas trans, que narran sus vidas fuera de la prisión. 

## Obras
| Año       | Título                                                                  | Tipo                                      | Lugar de estreno / Producción                                            |
| --------- | ----------------------------------------------------------------------- | ----------------------------------------- | ------------------------------------------------------------------------ |
| 2001      | La escuálida familia                                                    | Ficción                                   | Centro Cultural Ricardo Rojas, Buenos Aires                              |
| 2003      | Estudios sobre la memoria amorosa                                       | Ficción                                   | CETC – Teatro Colón, Buenos Aires                                        |
| 2004      | Poses para dormir                                                       | Ficción                                   | El Camarín de las Musas, Buenos Aires                                    |
| 2007      | Trilogía: El amor es un francotirador / Sueño con revólver / Striptease | Ficción                                   | Espacio Callejón, Buenos Aires                                           |
| 2009      | Mi vida después                                                         | Teatro documental                         | CTBA – Teatro Sarmiento, Buenos Aires                                    |
| 2009      | Familienbande                                                           | Teatro documental                         | Münchner Kammerspiele, Múnich                                            |
| 2010      | That Enemy Within                                                       | Teatro documental                         | HAU Hebbel am Ufer, Berlín                                               |
| 2012      | El año en que nací                                                      | Teatro documental                         | Festival Teatro a Mil, Santiago de Chile                                 |
| 2012      | Melancolía y manifestaciones                                            | Teatro documental                         | Wiener Festwochen, Viena                                                 |
| 2013      | El arte de hacer dinero                                                 | Teatro documental                         | Stadttheater Bremen, Alemania                                            |
| 2015      | El arte de llegar                                                       | Teatro documental                         | Stadttheater Bremen, Alemania                                            |
| 2016      | Campo minado / Minefield                                                | Teatro documental                         | Royal Court Theatre, Londres                                             |
| 2016      | Atlas del comunismo                                                     | Teatro documental                         | Maxim-Gorki Theater, Berlín                                              |
| 2018      | What They Want to Hear                                                  | Teatro documental                         | Münchner Kammerspiele, Múnich                                            |
| 2019      | Futureland                                                              | Teatro documental                         | Maxim-Gorki Theater, Berlín                                              |
| 2021      | Ich bin nicht tot                                                       | Teatro documental                         | Staatstheater Hannover / Festival Theaterformen                          |
| 2021–2022 | Lengua Madre / Mother Tongue                                            | Teatro documental                         | ERT Bologna / Teatre Lliure Barcelona / Centro Dramático Nacional Madrid |
| 2023      | Happy Nights                                                            | Teatro documental / Performance inmersiva | Theater Bremen, Alemania                                                 |
| 2024      | Los días afuera                                                         | Teatro documental                         | Maxim-Gorki Theater, Berlín                                              |

## Filmografía
Directora
- Teatro de guerra  (2018)[33][34]
- Reas (2024)

Coguionista
- Por razones personales (1999)

Intérprete
- Por razones personales (1999)
- Potestad (2003) ...Madre de Adriana
- Cien pesos (2003) (cortometraje)
- La prisionera (2006) ...Isabel
- Historias extraordinarias (2008) ...Alicia

## Premios y reconocimientos
| Año  | Premio / Festival                                    | Categoría / Reconocimiento                                                           | Obra (si aplica) |
| ---- | ---------------------------------------------------- | ------------------------------------------------------------------------------------ | ---------------- |
| 2014 | Premio Konex – Diploma al Mérito                     | Teatro: una de las cinco figuras más destacadas del quinquenio 2009–2013             | —                |
| 2018 | Preis der Autoren (Alemania)                         | Premio a la trayectoria otorgado por dramaturgos alemanes                            | —                |
| 2024 | Premio Konex – Diploma al Mérito                     | Teatro: una de las seis figuras más destacadas del quinquenio 2014–2018              | —                |
| 2024 | Premio Internacional Ibsen (Noruega)                 | Principal galardón internacional en teatro contemporáneo.                            | —                |
| 2024 | Thessaloniki International Documentary Festival      | Film Forward Competition – Golden Alexander y Mermaid Award                          | *Reas*           |
| 2024 | Luxembourg City Film Festival                        | Mejor Documental.                                                                    | *Reas*           |
| 2024 | Cinélatino – Rencontres de Toulouse                  | Premio del Público                                                                   | *Reas*           |
| 2024 | MIX Festival Internazionale di Cinema LGBTQ+ (Milán) | Mejor Documental                                                                     | *Reas*           |
| 2024 | Festival de Films de Femmes                          | Premio del Jurado Anna Politkovskaya y Premio del Público al Mejor Documental        | *Reas*           |
| 2024 | Lima Film Festival                                   | Mención Especial al Mejor Documental.                                                | *Reas*           |
| 2024 | Gaze LGBTQIA Film Festival                           | Premio del Jurado.                                                                   | *Reas*           |
| 2024 | Festival de San Sebastián                            | Premio Sebastiane al mejor film LGBTIQ+                                              | *Reas*           |
| 2024 | NewFest – New York LGBTQ+ Film Festival              | Gran Premio del Jurado y Premio del Público al Mejor Documental                      | *Reas*           |
| 2024 | Weiterstadt Queer Film Festival                      | Premio Queer Don Quijote                                                             | *Reas*           |
| 2024 | LesGaiCineMad                                        | Mención Especial del Jurado al elenco y Premio del Público a la Mejor Película Queer | *Reas*           |
| 2024 | Festival Écrans Mixtes (Lyon)                        | Premio Honorífico Philippe Vallois                                                   | *Reas*           |